# Sandra Robatscher
Sandra Robatscher (ur. 13 grudnia 1995 w Bozen) – włoska saneczkarka pochodząca z Tyrolu Południowego, trzykrotna medalistka mistrzostw świata juniorów, dwukrotna medalistka mistrzostw Europy.

## Życie prywatne
Jest siostrzenicą włoskiego saneczkarza Armina Zöggelera.

## Kariera
W 2010 roku rozpoczęła starty w Pucharze Świata juniorów. 24 listopada 2012 roku miał miejsce jej debiut i zarazem zdobycie pierwszych punktów w Pucharze Świata, kiedy to na rozgrywanych w Igls zawodach sezonu 2012/2013 zajęła 12. miejsce w konkurencji jedynek. Rok później pojawiła się na mistrzostwach świata juniorów w Park City, na których zdobyła złoty medal w konkurencji sztafetowej i zajęła 7. miejsce w konkurencji jedynek oraz na mistrzostwach Europy juniorów w Oberhofie, które przyniosły jej srebrny medal w sztafecie i 5. miejsce w jedynkach.
W 2014 roku wzięła udział w mistrzostwach Europy w Siguldzie, na których była trzynasta w jedynkach, w mistrzostwach świata juniorów w Igls, na których zdobyła srebrny medal w konkurencji jedynek, a także w igrzyskach olimpijskich w Soczi, z których wróciła z jedynkowym 22. miejscem. W tym samym roku, 6 grudnia zaliczyła pierwsze podium w Pucharze Świata, zajmując 2. miejsce w konkurencji sztafetowej na rozgrywanych w Lake Placid zawodach sezonu 2014/2015. Jej sztafeta, w której startowała z Dominikiem Fischnallerem, Christianem Oberstolzem i Patrickiem Gruberem rozdzieliła na podium ekipy z Niemiec i Stanów Zjednoczonych. W 2015 roku wystartowała w mistrzostwach świata juniorów w Lillehammer, na których wywalczyła brązowy medal w konkurencji jedynek. Rok później, na mistrzostwach świata w Königssee zajęła 7. miejsce w konkurencji sztafetowej i 15. w konkurencji jedynek, z kolei na mistrzostwach Europy w Altenbergu była dziewiąta w jedynkach.
W 2017 roku pojawiła się na mistrzostwach Europy w Königssee, na których zajęła 15. miejsce w konkurencji jedynek, na mistrzostwach świata w Igls, które przyniosły jej 17. miejsce w konkurencji jedynek, a także na mistrzostwach świata do lat 23 w Igls, na których była szósta w jedynkach. W 2018 roku wzięła udział w mistrzostwach Europy w Siguldzie, na których zdobyła brązowy medal w konkurencji jedynek przegrywając tylko z Rosjanką Tatjaną Iwanową i Niemką Natalie Geisenberger, a także w igrzyskach olimpijskich w Pjongczangu, z których wróciła z jedynkowym 14. miejscem. W tym samym roku, 27 stycznia po raz pierwszy stanęła na podium Pucharu Świata w konkurencji jedynek, zajmując 3. miejsce na rozgrywanych w Siguldzie zawodach sezonu 2017/2018, na których uległa jedynie Tatjanie Iwanowej i Natalie Geisenberger. W 2019 roku, na mistrzostwach świata w Winterbergu zajęła 9. miejsce w konkurencji jedynek. W tym samym roku, 3 lutego odniosła pierwsze zwycięstwo w Pucharze Świata, pokonując w konkurencji jedynek na rozgrywanych w Altenbergu, zakończonych po pierwszym ślizgu zawodach sezonu 2018/2019 Natalie Geisenberger i Rosjankę Wiktoriję Diemczenko.

## Osiągnięcia

### Igrzyska olimpijskie
| Rok  | Miejsce    | Jedynki | Sztafeta |
| ---- | ---------- | ------- | -------- |
| 2014 | Soczi      | 22.     | –        |
| 2018 | Pjongczang | 14.     | –        |

### Mistrzostwa świata
| Rok  | Miejsce    | Jedynki | Jedynki-sprint | Jedynki mieszane | Sztafeta |
| ---- | ---------- | ------- | -------------- | ---------------- | -------- |
| 2016 | Königssee  | 15.     | –              | nie rozgrywano   | 7.       |
| 2017 | Igls       | 17.     | 26. (q)        | nie rozgrywano   | –        |
| 2019 | Winterberg | 9.      | dsq            | nie rozgrywano   | –        |
| 2023 | Oberhof    | 16.     | 13.            | nie rozgrywano   | –        |
| 2024 | Altenberg  | 9.      | 6.             | nie rozgrywano   | 4.       |
| 2025 | Whistler   | 15.     | nie rozgrywano | 9.               | dsq      |

### Mistrzostwa Europy
| Rok  | Miejsce      | Jedynki | Sztafeta |
| ---- | ------------ | ------- | -------- |
| 2016 | Altenberg    | 9.      | –        |
| 2017 | Königssee    | 15.     | –        |
| 2018 | Sigulda      | 3.      | –        |
| 2019 | Oberhof      | 14.     | –        |
| 2020 | Lillehammer  | -       | -        |
| 2021 | Sigulda      | -       | -        |
| 2022 | Sankt Moritz | 16.     | -        |
| 2023 | Sigulda      | 5.      | 3.       |
| 2024 | Igls         | 10.     | -        |
| 2025 | Winterberg   | 11.     | -        |

### Mistrzostwa świata juniorów
| Rok  | Miejsce     | Jedynki | Sztafeta |
| ---- | ----------- | ------- | -------- |
| 2013 | Park City   | 7.      | 1.       |
| 2014 | Igls        | 2.      | –        |
| 2015 | Lillehammer | 3.      | –        |

### Puchar Świata

#### Miejsca w klasyfikacji generalnej
| Sezon     | Miejsce |
| --------- | ------- |
| 2012/2013 | 46.     |
| 2013/2014 | 29.     |
| 2014/2015 | 17.     |
| 2015/2016 | 16.     |
| 2016/2017 | 20.     |
| 2017/2018 | 9.      |
| 2018/2019 | 14.     |
| 2019/2020 | 30.     |
| 2020/2021 | -       |
| 2021/2022 | 34.     |
| 2022/2023 | 12.     |
| 2023/2024 | 24.     |
| 2024/2025 | 15.     |

#### Miejsca na podium w zawodach Pucharu Świata – indywidualnie
Stan na koniec sezonu 2023/2024
| Lp. | Data       | Miejsce   | Konkurencja | Lokata |
| --- | ---------- | --------- | ----------- | ------ |
| 1.  | 27.01.2018 | Sigulda   | jedynki     | 3      |
| 2.  | 03.02.2019 | Altenberg | jedynki     | 1      |

#### Miejsca na podium w zawodach Pucharu Świata – drużynowo
Stan na koniec sezonu 2023/2024
| Lp. | Data       | Miejsce     | Konkurencja | Lokata |
| --- | ---------- | ----------- | ----------- | ------ |
| 1.  | 06.12.2014 | Lake Placid | sztafeta    | 2      |
| 2.  | 29.11.2015 | Igls        | sztafeta    | 3      |
| 3.  | 23.02.2020 | Winterberg  | sztafeta    | 2      |
| 4.  | 15.01.2023 | Sigulda     | sztafeta    | 3      |